# کابا دیوارا
کابا دیوارا (انگلیسی: Kaba Diawara؛ زادهٔ ۱۶ دسامبر ۱۹۷۵) بازیکن فوتبال اهل فرانسه است.
از باشگاه‌هایی که در آن بازی کرده‌است می‌توان به باشگاه فوتبال المپیک مارسی، باشگاه فوتبال وستهام یونایتد، باشگاه فوتبال آرسنال، باشگاه ورزشی الغرافه، باشگاه فوتبال آژاکسیو، باشگاه ورزشی الخریطیات، باشگاه فوتبال غازی عینتاب‌اسپور، باشگاه فوتبال بلکبرن روورز، باشگاه فوتبال رن، باشگاه فوتبال بوردو، باشگاه فوتبال آنکاراگوچو، و باشگاه فوتبال پاری سن ژرمن، باشگاه فوتبال نیس، تیم ملی فوتبال زیر ۲۱ سال فرانسه، تیم ملی فوتبال گینه، باشگاه ورزشی الخریطیات، باشگاه فوتبال آنکاراگوچو، و تیم ملی فوتبال زیر ۲۱ سال فرانسه اشاره کرد.
وی همچنین در تیم ملی فوتبال زیر ۲۱ سال فرانسه و تیم ملی فوتبال گینه بازی کرده‌است.